# Хмельовице (железопътна спирка)
Хмельовице (на полски: Chmielowice) е железопътна спирка във Хмельовице, Южна Полша.
Разположена е на железопътна линия 287 (Ополе Запад – Ниса).